# Lili Zahavi

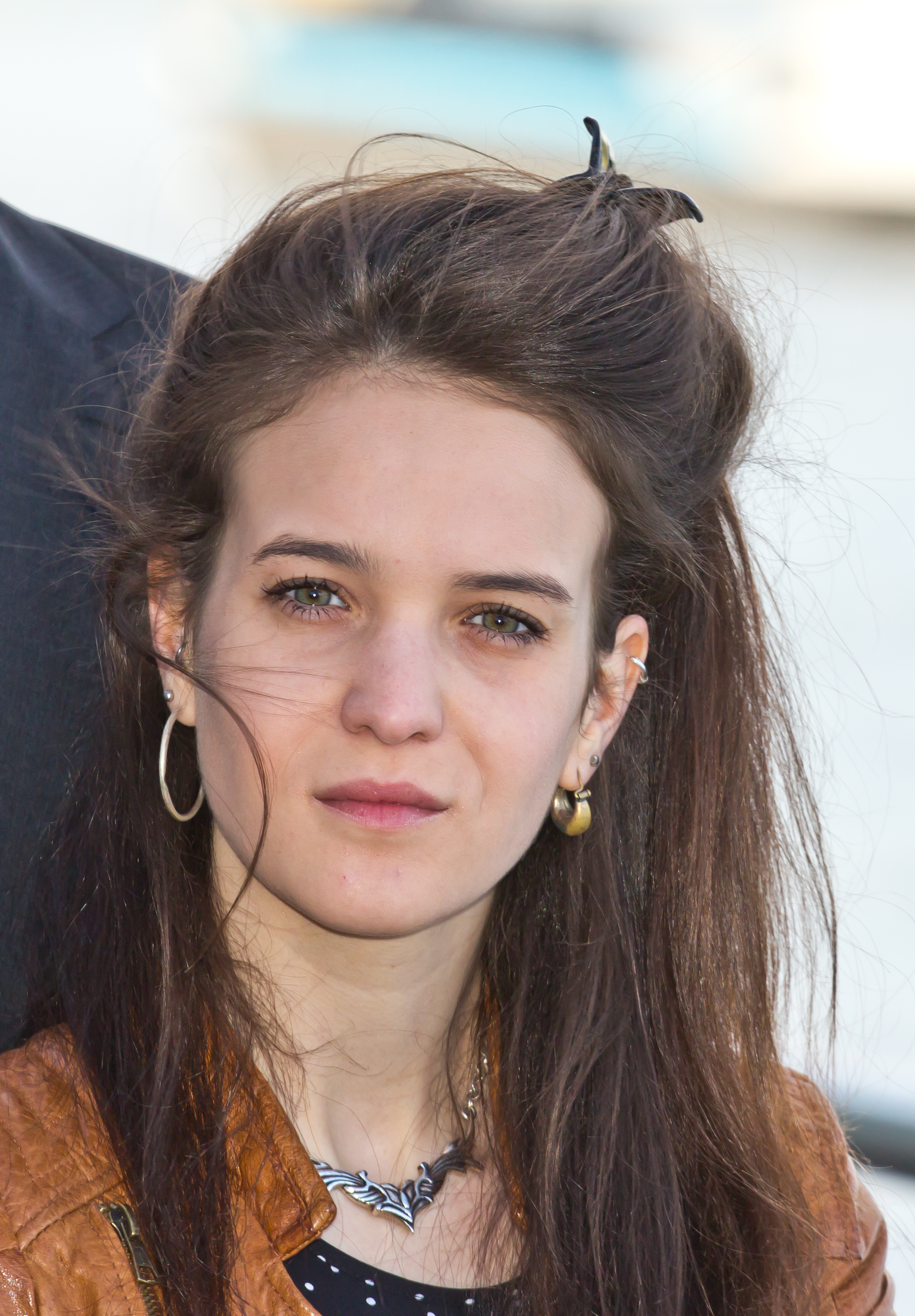
Lili Zahavi bei Dreharbeiten zum ARD-Fernsehfilm „Momentversagen“

Lili Zahavi (* 1992 in Berlin) ist eine deutsche Schauspielerin und Filmemacherin.

## Leben
Lili Zahavi wurde in Berlin geboren. Sie ist die Tochter des israelischen Filmregisseurs Dror Zahavi und Schwester des Sportjournalisten Uri Zahavi. Bekannt wurde sie durch ihre Rolle in Grimmsberg.
2014 wirkte sie darüber hinaus in Mark Forsters und Sidos Musikvideo Au revoir mit. 2015 folgte die Weiterführung ihrer Geschichte aus Au revoir in Forsters Musikvideo Bauch und Kopf.
Seit 2016 studiert Zahavi Regie an der Filmakademie Baden-Württemberg und ist Stipendiatin des Ernst Ludwig Ehrlich Studienwerks. Für ihren Kurzfilm Me Myself Andi erhielt sie eine Einladung in den Wettbewerb des Filmfestivals Max Ophüls Preis 2022.

## Filmografie (Auswahl)

### Schauspielerin
- 2005: Die Luftbrücke – Nur der Himmel war frei
- 2007: Max Minsky und ich
- 2011: Grimmsberg
- 2012: Die Draufgänger
- 2012: Und alle haben geschwiegen
- 2013: Letzte Spur Berlin – Familienehre
- 2013: Siebenstein (Folge Das Rapunzelwasser)
- 2014: SOKO Leipzig – Lucy
- 2014: SOKO Stuttgart –  Falsche Zeit, falscher Ort
- 2014: Tatort – Ohnmacht
- 2014: Momentversagen
- 2015: Ellerbeck
- 2015: Mordkommission Istanbul – Club Royal
- 2021: Tatort: Unsichtbar
- 2023: SOKO Potsdam: Enkeltrick
- 2023: Ostfriesenwut

### Regie
- 2016: Breaking Bed (Kurzfilm)
- 2017: Ablicht (experimenteller Kurzfilm)
- 2017: 04_EMIL_CASTING.MP4 (Kurzfilm)
- 2018: #Metattoo (Kurzfilm)
- 2022: Me Myself Andi (auch Drehbuch)

## Hörspiele
- 2003: Hans Zimmer: Bellas Briefe – Regie: Karlheinz Liefers (Kinderhörspiel – DLR Berlin)
- 2004: Gabriele Herzog: Hundediebe – Regie: Klaus-Michael Klingsporn (Kinderhörspiel – DLR Berlin)
- 2004: Susanne Kornblum: Antals Tier – Regie: Karlheinz Liefers (Kinderhörspiel – DLR Berlin)
- 2006: Liese Haug: Max und Mozart – Regie: Götz Naleppa (DKultur)
- 2021: Tim Staffel: Unter Drohnen. Zivile Drohnenpilotinnen in Konfliktsituation – Regie: Tim Staffel (WDR)[2]